# Neue Terrasse

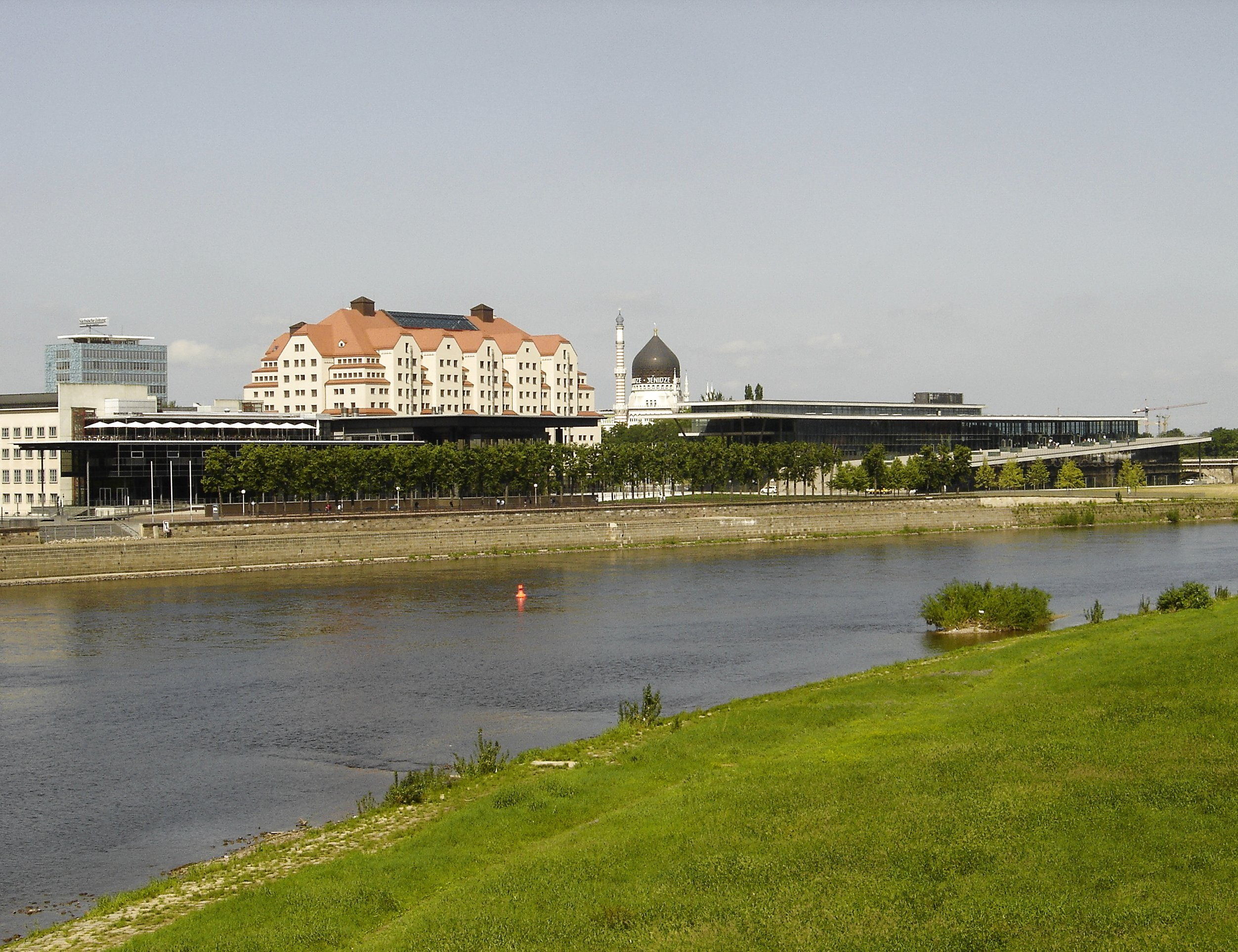
Vista generale della Neue Terrasse vista dall'Augustusbrücke

La Neue Terrasse è un insieme di edifici a Dresda. In particolare, è una continuazione della Brühlsche Terrasse che prosegue verso ovest. Come la Brühlsche Terrasse, la Neue Terrasse è una strada pedonale sulle rive dell'Elba.

## Posizione
La Neue Terrasse si trova nel Wilsdruffer Vorstadt sul lato sinistro dell'Elba. Sulle sue rive, l'Elba scorre in direzione nord-ovest, e la Neue Terrasse è delimitata, a sud, dalla piazza Bernhard von Lindenau e la fine della terrazza, è nel sud-ovest tra Devrientstraße e Ostra-Ufer. <il Marienbrücke chiude la terrazza a nord-ovest. 
Storicamente, il sito si trova su un'antica fortezza della città. All'inizio del XX secolo l'area fu utilizzata industrialmente e aveva un collegamento ferroviario. L'intera area è direttamente collegata a edifici storici come Zwinger e Semperoper.

## Costruzione

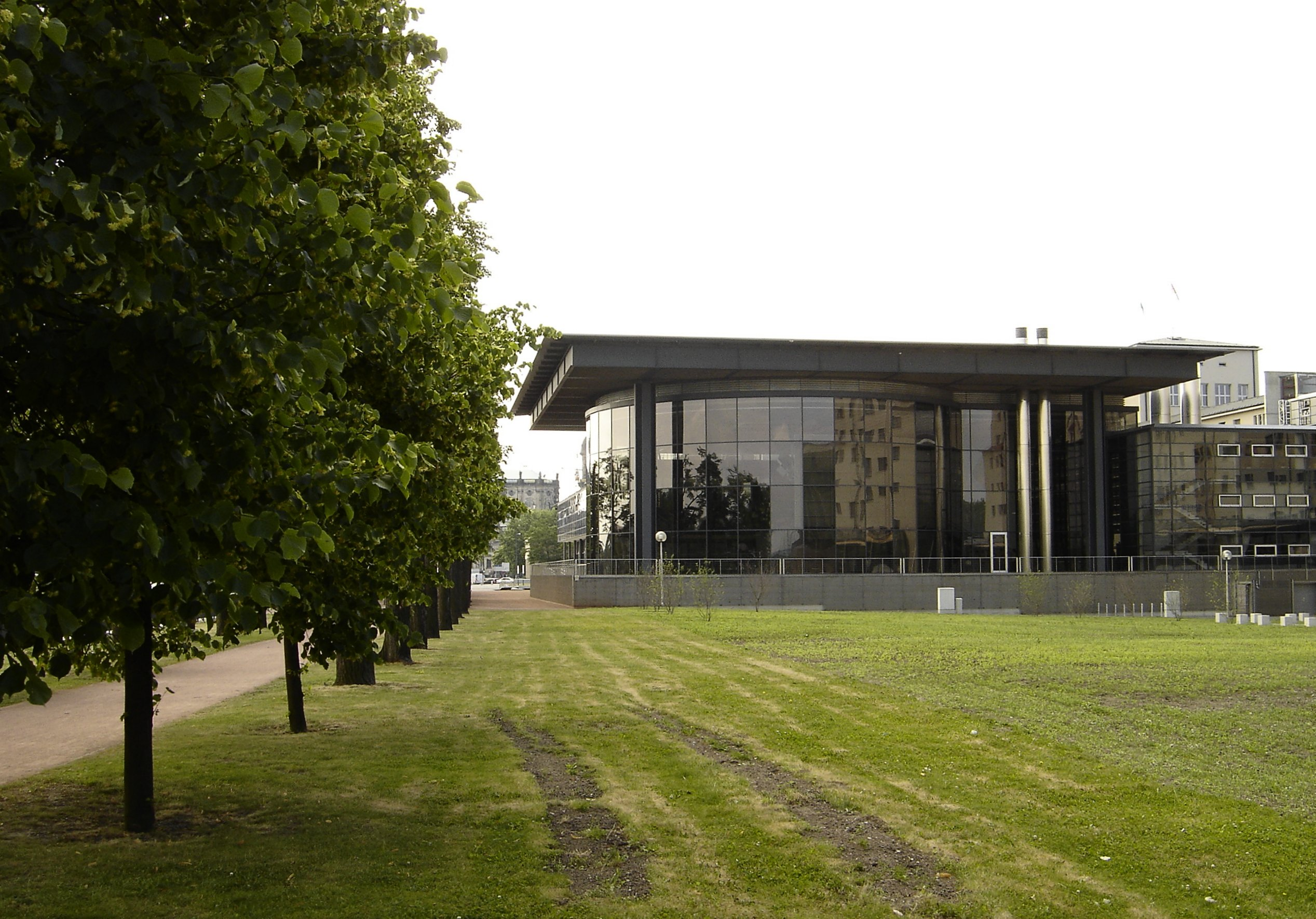
La sala del parlamento statale

Gli edifici sulla Neue Terrasse sono tra quelli rifacentesi al modernismo a Dresda. Sono stati costruiti tra il 1913 e il 2004 e, per la loro altezza, sono in linea diretta con gli edifici storici della città vecchia. 

### Strutture
A partire da est si trova la sala plenaria e l'ala in vetro del parlamento statale sassone, sull'Elba. L'ingresso principale dell'edificio è in Bernhard-von-Lindenau-Platz. Le ali in cui sono situati gli uffici dei deputati furono costruite in stile Bauhaus dal 1928 al 1931. Le nuove parti, che sono state create tra il 1991 e il 1994, sono principalmente dominate dal vetro. 
L'Erlweinspeicher si collega al parlamento statale. Costruito come magazzino, tra il 1913 e il 1914, non è solo una reliquia dell'era industriale in linea diretta con lo Zwinger e la Brühlsche Terrasse, ma anche l'edificio più antico del complesso. Hans Erlwein riuscì ad incorporare in modo evidente l'altissima struttura in cemento armato con gli edifici del centro di Dresda. Dopo essere rimasto inutilizzato per molto tempo, il magazzino Erlwein è stato completamente ristrutturato, dal 2004 al 2006, ed ora è un hotel gestito dalla società alberghiera Maritim. 

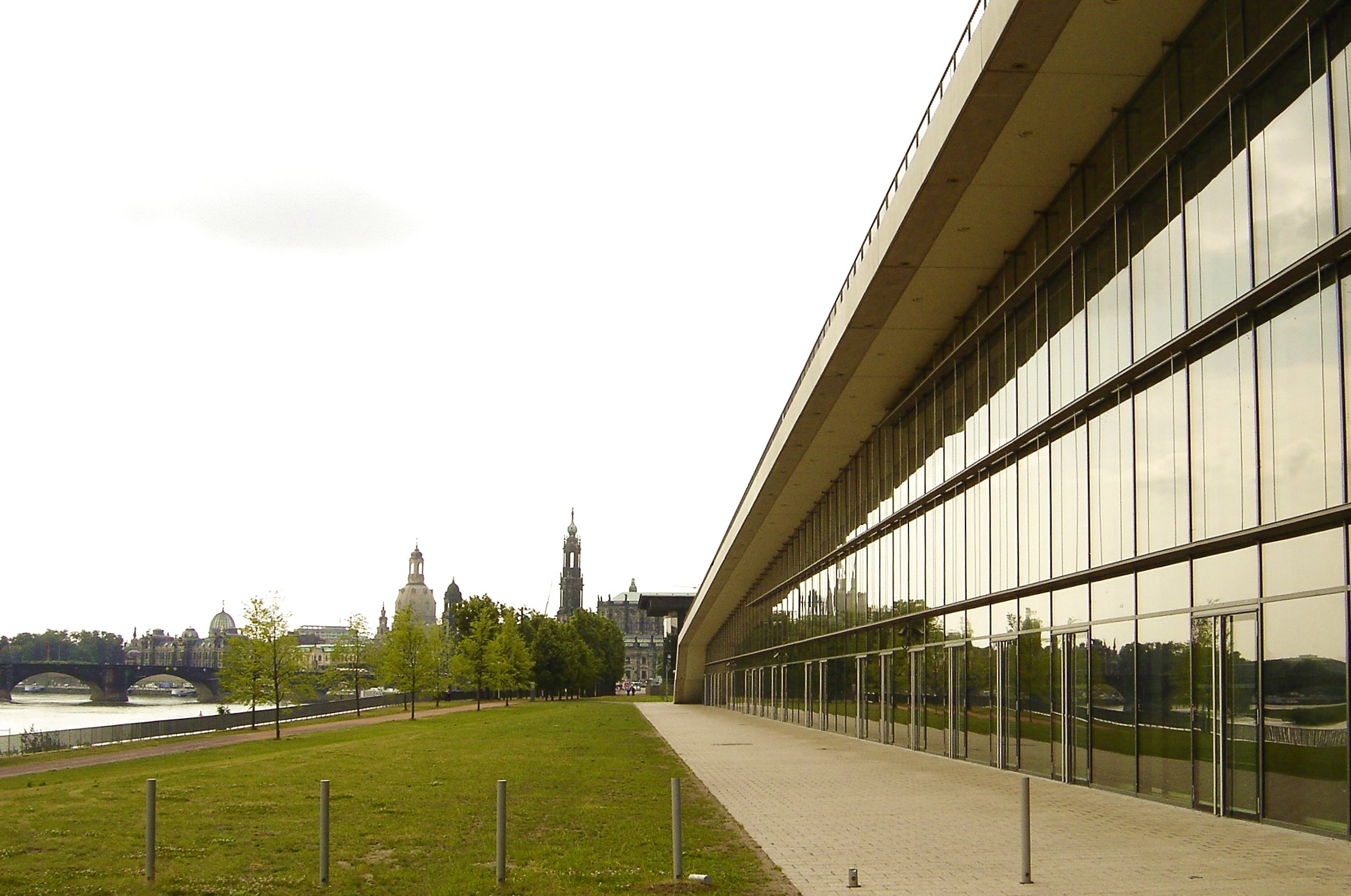
Completamento della terrazza sul centro congressi e vista sul centro storico della città.

L'edificio più recente è l'International Congress Center, che costituisce un complesso con l'hotel Erlweinspeicher ed è gestito anch'esso da Maritim. Ha una terrazza sul tetto. Questo edificio, la cui facciata curva riprende le anse fluviali dell'Elba, è anche caratterizzato da un'alta percentuale di vetro. È considerato un modello di integrazione tra edifici moderni o postmoderni nelle sagome e nei panorami della città, soprattutto se, come a Dresda, sono protetti dalla valle dell'Elba. 

### Riferimenti alla Brühlsche Terrasse
Alcune parti della Neuen Terrasse si riferiscono alla Brühlsche Terrasse. Si trova sulla parte settentrionale della fortezza della città vecchia di Dresda e quindi sopra la terrazza, ed è un'importante strada pedonale. Un elemento della Brühlsche Terrasse che può essere riconosciuto è la scala del centro congressi. Questa scala scoperta conduce ad un'ampia terrazza accessibile che va verso nord. Un altro motivo della Brühlsche Terrasse sono gli alberi disposti in gruppi davanti al parlamento statale, così come  disposti sulla Brühlsche Terrasse a livello della Ständehaus.

## Inondazione

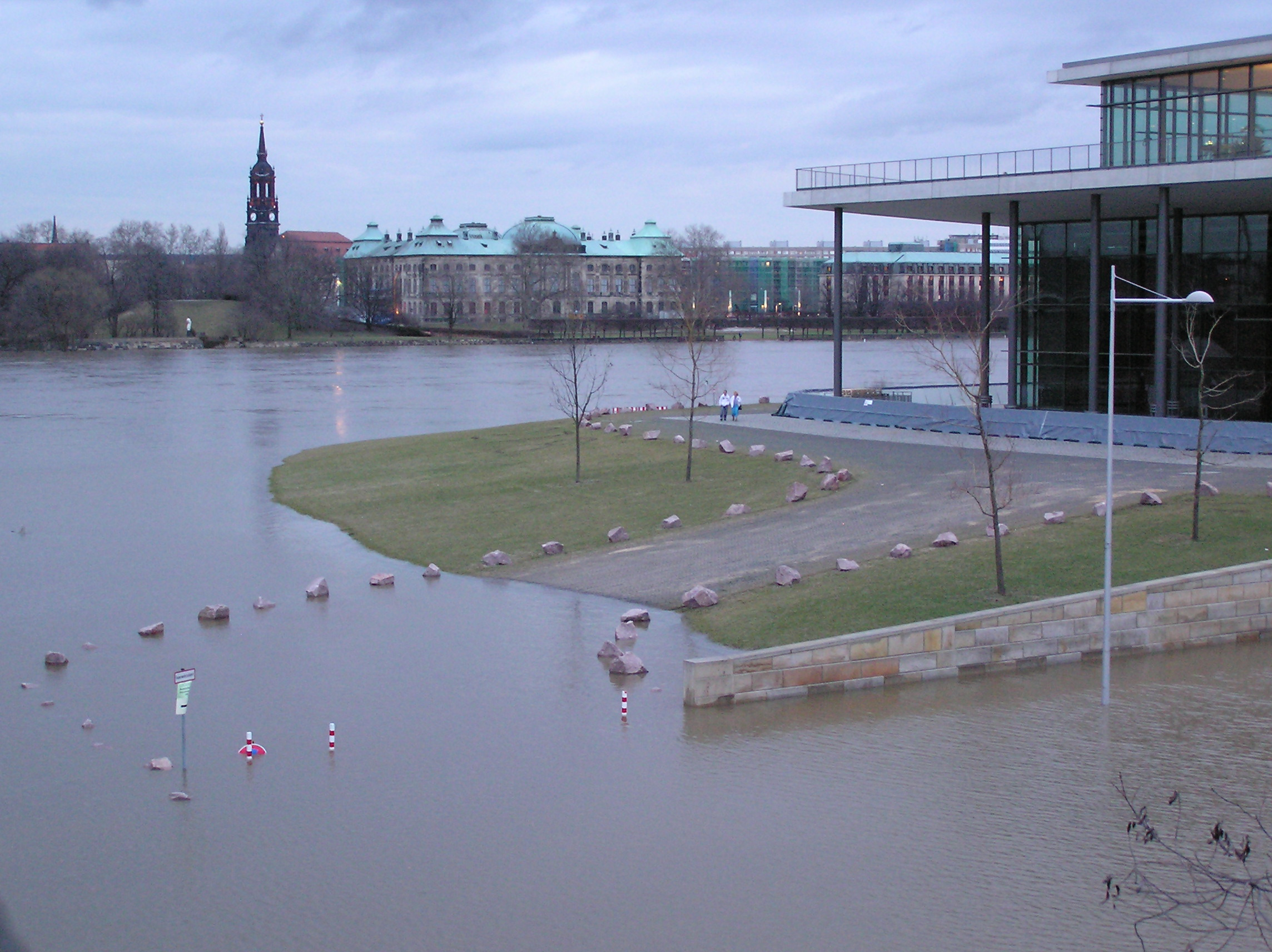
Centro congressi inondato

La Neue Terrasse si trova su un barbacane della fortezza della città vecchia. Le parti più antiche di Dresda sono elevate sia sul centro storico che sul versante Neustadt dell'Elba. Queste parti sono anche protette dai forti alluvioni dell'Elba. La Neue Terrasse è più bassa e viene allagata in occasioni delle piene dell'Elba. 
Il centro congressi, in particolare, è protetto dalle inondazioni da un muro di contenimento.